# Rožďalovice
Rožďalovice är en stad i Tjeckien.   Den ligger i regionen Mellersta Böhmen, i den centrala delen av landet, 60 km öster om huvudstaden Prag. Rožďalovice ligger 202 meter över havet och antalet invånare är 1 648.
Terrängen runt Rožďalovice är platt. Runt Rožďalovice är det ganska tätbefolkat, med 86 invånare per kvadratkilometer. Närmaste större samhälle är Nymburk, 16,0 km sydväst om Rožďalovice. I omgivningarna runt Rožďalovice växer i huvudsak blandskog.